# Cold Springs (Nevada)
Cold Springs é uma Região censo-designada localizada no estado americano de Nevada, no Condado de Washoe.

## Demografia
Segundo o censo americano de 2000, a sua população era de 3834 habitantes.

## Geografia
De acordo com o United States Census Bureau tem uma área de
48,5 km², dos quais 44,3 km² cobertos por terra e 4,2 km² cobertos por água.

## Localidades na vizinhança
O diagrama seguinte representa as localidades num raio de 24 km ao redor de Cold Springs.